# دان دونكان
دان دونكان (بالإنجليزية: Dan Duncan)‏ هو رائد أعمال وشخصية أعمال أمريكي، ولد في 2 يناير 1933 في مقاطعة شيلبي في الولايات المتحدة، وتوفي في 28 مارس 2010 في River Oaks, Houston ‏ في الولايات المتحدة.

## وصلات خارجية
- دان دونكان على موقع إن إن دي بي (الإنجليزية)